# Dalila

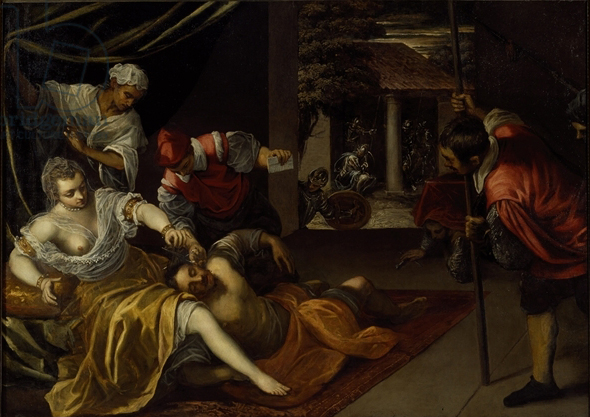
Samson i Dalila na obrazie Tintoretto (1518-1594)

Dalila – postać biblijna występująca w Księdze Sędziów. Była kochanką Samsona, pogromcy Filistynów, przyczyniła się do jego zguby.

## Życiorys
Księga Sędziów podaje, że Dalila mieszkała w dolinie Sorek. Musiała odznaczać się dużą urodą, gdyż znany ze swej odwagi i nadludzkiej siły Samson zakochał się w niej bez pamięci.
Pewnego dnia odwiedzili ją władcy filistyńscy. Obiecali, że każdy z nich da jej po tysiąc srebrników, jeśli dowie się, w jaki sposób można Samsona związać i obezwładnić oraz w czym tkwi tajemnica jego nadludzkiej siły. Dalila, chcąc zarobić obiecane pieniądze, zapytała Samsona, jak można go obezwładnić. Samson odpowiedział, że należy go związać siedmioma surowymi linami, jeszcze nie wyschłymi. Gdy Filistyni dostarczyli jej owe liny, Dalila związała go nimi w nocy i krzyknęła: „Samsonie, Filistyni nad tobą”, ale on z łatwością zerwał krępujące go więzy. Dalila zrozumiała, że ją oszukał. Po pewnym czasie Dalila ponowiła pytanie. Otrzymała wówczas odpowiedź, że należy go związać nowymi, jeszcze nieużywanymi powrozami, by utracił swoją siłę. Dalila związała go nimi, gdy spał, ale na jej okrzyk, że Filistyni nadchodzą, zerwał je z łatwością. Po pewnym czasie Dalila ponowiła pytanie, zarzucając mu równocześnie, że ją okłamuje. Samson odparł, że jego włosy musiałyby być przywiązane do palika wbitego w ziemię, by utracił siłę. Wówczas Dalila uśpiła Samsona i przywiązała jego włosy do palika wbitego w ziemię, ale on nadal nie utracił swojej siły. Wtedy Dalila zarzuciła mu brak miłości, brak zaufania oraz okłamywanie jej. Naprzykrzała mu się w ten sposób każdego dnia, aż w końcu wyznał jej, że jest nazirejczykiem, czyli osobą poświęconą Bogu, a jego siła to dar od Boga. Obcięcie włosów byłoby złamaniem zasad nazireatu, co sprawiłoby, że utraciłby siłę i stałby się zwykłym człowiekiem. Dalila zrozumiała, że tym razem powiedział prawdę, toteż niezwłocznie poinformowała o tym Filistynów. Ci przybyli na miejsce wraz z obiecanymi srebrnikami i ukryli się w domu. Dalila uśpiła Samsona na swoich kolanach i przywołała jednego z mężczyzn, by ogolił mu głowę. Gdy to nastąpiło, krzyknęła: „Filistyni nad tobą”. Samson ocknął się, ale nie był w stanie z nimi walczyć. Filistyni związali go, później wyłupili mu oczy i uprowadzili do Gazy, gdzie zmusili go do niewolniczej pracy.

## Nawiązania w kulturze

### Filmy i seriale
- Samson et Dalila – francuski film krótkometrażowy z 1902 roku
- Samson und Delila – austriacki film z 1922 roku (wyk. María Corda)
- Samson i Dalila – film biblijny z 1949 roku (wyk. Hedy Lamarr)
- Aurat – indyjski film z 1953 roku (wyk. Bina Rai)
- Samson – indyjski film z 1964 roku (wyk. Mumtaz)
- Gedeon i 300 wojowników – włosko-hiszpański film biblijny z 1965 roku (wyk. Rosalba Neri). Film składa się z dwóch części. Pierwsza opowiada historię Gedeona, a druga historię Samsona.
- Samson i Dalila – film biblijny z 1984 roku (wyk. Belinda Bauer)
- Samson i Dalila – film biblijny z 1996 roku (wyk. Elizabeth Hurley)
- Samson i Dalila – brazylijski miniserial telewizyjny z 2011 roku (wyk. Mel Lisboa)
- Biblia – amerykański miniserial z 2013 roku (wyk. Kierston Wareing)
- Samson – film biblijny z 2018 roku (wyk. Caitlin Leahy)

### Inne
- Samson i Dalila – opera Camille’a Saint-Saënsa z librettem Ferdinanda Lemaire’a
- Samson i Dalila – obraz Rembrandta
- Samson i Dalila – obraz Rubensa
- Samson zdradzony przez Dalilę – obraz Rubensa
- Samson i Dalila – obraz van Dycka z 1620 roku
- Samson i Dalila – obraz van Dycka z 1630 roku